# Jared Savage
Jared Reed Savage (Bowling Green, 2 marzo 1997) è un cestista statunitense.